# Joaquín, el novato
Joaquín, el novato es un programa de televisión presentado por el futbolista Joaquín Sánchez, producido por Proamagna para Atresmedia y su emisión en Antena 3 desde el 5 de octubre de 2022 en prime time.

## Historia
En julio de 2021 se anunció que Atresmedia estaba preparando un nuevo programa de entrevistas con el futbolista Joaquín Sánchez, donde además probará las diferentes profesiones de los invitados.
Finalmente a principios de 2022 se anunció que el programa había iniciado sus grabaciones. Meses más tarde en uno de los avances publicados en redes sociales se confirmaron las participaciones en el programa de Pedro Duque, Rosario Flores, Ana Milán, David Muñoz, Antonio Resines, entre otros.

## Equipo

#### Presentador
| Temporada       | Temporada           |      |      | Programas       |
| Temporada       | Temporada           | 1    | 2    | Programas       |
| Año             | Año                 | 2022 | 2023 | Programas       |
| --------------- | ------------------- | ---- | ---- | --------------- |
| Joaquín Sánchez | Presentador titular |      |      | Programa 1 - ¿? |

#### Colaboradoras
| Temporada       | Temporada         |      |      | Programas          |
| Temporada       | Temporada         | 1    | 2    | Programas          |
| Año             | Año               | 2022 | 2023 | Programas          |
| --------------- | ----------------- | ---- | ---- | ------------------ |
| Susana Saborido | Mujer de Joaquín. |      |      | Programa 1 - ¿?    |
| Daniela Sánchez | Hija de Joaquín.  |      |      | Programa 1; 3 - 11 |
| Salma Sánchez   | Hija de Joaquín.  |      |      | Programa 1; 3 - 11 |

## Temporadas
| Temporada | Temporada                      | Programas | Estreno                  | Final                   | Audiencia media | Audiencia media |
| Temporada | Temporada                      | Programas | Estreno                  | Final                   | Espectadores    | Cuota           |
| --------- | ------------------------------ | --------- | ------------------------ | ----------------------- | --------------- | --------------- |
|           | 1.ª                            | 12        | 5 de octubre de 2022     | 21 de diciembre de 2022 | 1 863 000       | 18,4%           |
|           | Joaquín, la penúltima y me voy | 8         | 2 de febrero de 2023     | 23 de marzo de 2023     | 1 402 000       | 12,9%           |
|           | 2.ª                            | 13        | 14 de septiembre de 2023 | 7 de diciembre de 2023  | 782 000         | 9,2%            |
| Total     | Total                          |           | 2022                     |                         |                 |                 |

### Temporada 1 (2022)
| Programa | Protagonista(s)                      | Oficio aprendido            | Invitado(s)                                                                           | Fecha de emisión         | Fecha de emisión        | Audiencia         |
| Programa | Protagonista(s)                      | Oficio aprendido            | Invitado(s)                                                                           | Atresplayer              | Antena 3                | Audiencia         |
| -------- | ------------------------------------ | --------------------------- | ------------------------------------------------------------------------------------- | ------------------------ | ----------------------- | ----------------- |
| 1        | Dabiz Muñoz                          | Chef                        | Pablo Sobrino Pedro Casado Marta Campillo                                             | 30 de septiembre de 2022 | 5 de octubre de 2022    | 3 015 000 (29,5%) |
| 2        | Rosario Flores                       | Cantante                    | Antonio Carmona                                                                       | 5 de octubre de 2022     | 12 de octubre de 2022   | 2 225 000 (21,4%) |
| 3        | Pablo Motos                          | Presentador de televisión   | Marron Juan Ibáñez Damián Mollá                                                       | 12 de octubre de 2022    | 19 de octubre de 2022   | 2 597 000 (23,8%) |
| 4        | Ana Milán                            | Actriz                      | Melani Olivares José Corbacho Álex O'Dogherty                                         | 19 de octubre de 2022    | 26 de octubre de 2022   | 1 973 000 (18,8%) |
| 5        | Pedro Duque                          | Astronauta                  | Guillermo Rojo Carla Martín                                                           | 26 de octubre de 2022    | 2 de noviembre de 2022  | 1 508 000 (16,3%) |
| 6        | Antonio Resines                      | Actor                       | Paz Padilla Antonio Molero Santiago Segura                                            | 2 de noviembre de 2022   | 9 de noviembre de 2022  | 1 424 000 (14,7%) |
| 7        | Mercedes Milá                        | Periodista                  | María Casado Javier Sardà Alberto Chicote                                             | 9 de noviembre de 2022   | 16 de noviembre de 2022 | 1 792 000 (18,7%) |
| 8        | Miguel Ángel Revilla                 | Político                    | Aurora Díaz Lara Revilla                                                              | 16 de noviembre de 2022  | 23 de noviembre de 2022 | 1 618 000 (16,6%) |
| 9        | Vicky Martín Berrocal                | Diseñador de moda           | Boris Izaguirre Judit Mascó Javier de Miguel                                          | 23 de noviembre de 2022  | 30 de noviembre de 2022 | 1 529 000 (15,7%) |
| 10       | Vicente Vallés                       | Presentador de informativos | Roberto Brasero                                                                       | 30 de noviembre de 2022  | 7 de diciembre de 2022  | 1 441 000 (13,7%) |
| 11       | Marc Márquez                         | Piloto de MotoGP            | Álex Márquez Jordi Castellá Carlos Liñán Santi Hernández Jimmy Martínez José Martínez | 7 de diciembre de 2022   | 14 de diciembre de 2022 | 1 542 000 (15,6%) |
| 12       | César y Jorge Cadaval (Los Morancos) | Humoristas                  | Manu Sánchez La Terremoto de Alcorcón                                                 | 14 de diciembre de 2022  | 21 de diciembre de 2022 | 1 693 000 (16,5%) |

### Temporada 2 (2023)
| Programa | Protagonista(s)                | Oficio aprendido                         | Invitado(s)                                          | Fecha de emisión         | Fecha de emisión         | Audiencia         |
| Programa | Protagonista(s)                | Oficio aprendido                         | Invitado(s)                                          | Atresplayer              | Antena 3                 | Audiencia         |
| -------- | ------------------------------ | ---------------------------------------- | ---------------------------------------------------- | ------------------------ | ------------------------ | ----------------- |
| 1        | Ana Obregón                    | Actriz                                   | Sin Invitados                                        | 11 de septiembre de 2023 | 14 de septiembre de 2023 | 1 019 000 (13,0%) |
| 2        | Roberto Leal                   | Director de televisión                   | Mónica Carrillo Mercedes Guillén Sara Rubio          | 14 de septiembre de 2023 | 21 de septiembre de 2023 | 926 000 (11,2%)   |
| 3        | Tamara Falcó                   | Aristócrata                              | Genoveva Casanova Ágatha Ruiz de la Prada            | 21 de septiembre de 2023 | 28 de septiembre de 2023 | 901 000 (11,2%)   |
| 4        | Almudena Cid                   | Gimnasta                                 | Gemma Mengual Amaya Valdemoro                        | 28 de septiembre de 2023 | 5 de octubre de 2023     | 744 000 (9,4%)    |
| 5        | Paco León                      | Director de cine                         | Mariano Peña Mari Paz Sayago Comandante Lara         | 5 de octubre de 2023     | 12 de octubre de 2023    | 694 000 (8,3%)    |
| 6        | Sonsoles Ónega                 | Presentadora de televisión               | Valeria Vegas Fabiola Martínez Olga Viza Miguel Lago | 14 de septiembre de 2023 | 19 de octubre de 2023    | 742 000 (8,5%)    |
| 7        | Manuel Carrasco                | Cantante                                 | Ángel Llácer Almudena Navalón David Carrasco         | 12 de octubre de 2023    | 26 de octubre de 2023    | 758 000 (9,0%)    |
| 8        | Bárbara Rey                    | Vedette                                  | Poty Sofía Cristo Ángel Cristo Jr.                   | 19 de octubre de 2023    | 2 de noviembre de 2023   | 702 000 (8,3%)    |
| 9        | Ibai Llanos y Gerard Piqué     | Streamer y futbolista                    | Sin Invitados                                        | 26 de octubre de 2023    | 9 de noviembre de 2023   | 765 000 (8,9%)    |
| 10       | Javier Ambrossi y Javier Calvo | Directores de cine                       | Yolanda Ramos Ana Rujas Álex de Lucas Lola Rodríguez | 2 de noviembre de 2023   | 16 de noviembre de 2023  | 604 000 (6,5%)    |
| 11       | Alaska y Mario Vaquerizo       | Cantantes                                | Sin invitados                                        | 16 de noviembre de 2023  | 23 de noviembre de 2023  | 710 000 (8,0%)    |
| 12       | Leo Harlem                     | Monologuista                             | David Fernández Lorena Castell Edu Soto              | 16 de noviembre de 2023  | 30 de noviembre de 2023  | 767 000 (8,6%)    |
| 13       | Cristina Pedroche              | Presentadora de campanadas de fin de año | Dabiz Muñoz Miki Nadal Josie                         | 23 de noviembre de 2023  | 7 de diciembre de 2023   | 836 000 (9,4%)    |

## Especiales

### Temporada 1 (2023): Joaquín, la penúltima y me voy
| Programa | Título               | Fecha de emisión      | Fecha de emisión      | Audiencia         |
| Programa | Título               | Atresplayer           | Antena 3              | Audiencia         |
| -------- | -------------------- | --------------------- | --------------------- | ----------------- |
| 01       | El niño de El Puerto | 26 de enero de 2023   | 2 de febrero de 2023  | 2 221 000 (18,6%) |
| 02       | La boda              | 2 de febrero de 2023  | 9 de febrero de 2023  | 2 176 000 (19,0%) |
| 03       | El Betis, mi vida    | 9 de febrero de 2023  | 16 de febrero de 2023 | 1 435 000 (12,7%) |
| 04       | El pollito de Lopera | 16 de febrero de 2023 | 23 de febrero de 2023 | 1 275 000 (11,5%) |
| 05       | La penúltima copa    | 23 de febrero de 2023 | 2 de marzo de 2023    | 1 114 000 (9,4%)  |
| 06       | La gran decisión     | 2 de marzo de 2023    | 9 de marzo de 2023    | 1 087 000 (9,5%)  |
| 07       | La gran escapada     | 9 de marzo de 2023    | 16 de marzo de 2023   | 801 000 (12,2%)   |
| 08       | Vivir con arte       | 16 de marzo de 2023   | 23 de marzo de 2023   | 1 105 000 (10,3%) |